# Дайбово
Дайбово (рос. Дайбово) — село Турочацького району, Республіка Алтай Росії. Входить до складу Дмитрієвського сільського поселення.
Населення — 7 осіб (2015 рік).